# ساب ۳۲ لانسن
ساب ۳۲ لانسن (به سوئدی: Saab 32 Lansen) (به معنای نیزه))
یک هواپیمای نظامی دو سرنشینه تراصوتی ساختِ کارخانهٔ گروه ساب در کشور سوئد است که در سال ۱۹۵۴ ساخته شد.
توسعه لانسن در اواخر پاییز ۱۹۴۶ به عنوان جانشین هواپیمای تهاجمی ساب بی۱۸/اس۱۸ آغاز شد، اگرچه قرارداد اولیه برای طراحی و مدل طرح پیشنهادی ساب پی ۱۱۵۰ تا دسامبر ۱۹۴۸ صادر نشد. برنامه‌های استفاده از موتور توربوجت بومی STAL Dovern به دلیل مشکلات فنی کنار گذاشته شد و از موتور توربوجت رولزرویس اون که تحت امتیاز در سوئد تولید می‌شد در این هواپیما استفاده شد. در ۳ نوامبر ۱۹۵۲، نمونه اولیه این هواپیماپرواز اولیه خود را انجام داد. پس از انجام آزمایش‌های پروازی و اصلاحات متعدد، تولید انبوه این هواپیما در سال بعد آغاز شد.
تحویل لانسن به نیروی هوایی سوئد (Flygvapnet) بین سال‌های ۱۹۵۵ تا ۱۹۶۰ انجام شد. این هواپیما اولین هواپیمای جت دو سرنشینه آن نیرو و همچنین اولین هواپیمای نیروی هوایی سوئد بود که مجهز به رادار جستجوی یکپارچه بود. سه گونه اصلی از لانسن تولید شد که به ماموریت‌های آفندی (ای ۳۲ای)، جنگنده (جِی۳۲بی) و شناسایی (اس۳۲سی) اختصاص داده شده بودند. هواپیماهایی که بعداً ساخته شدند به گونه‌های قدرتمندتری از موتور اون و تجهیزات الکترونیکی با قابلیت فزاینده مجهز بودند. لانسن در طول عمر عملیاتی طولانی خود، در ماموریت‌های مختلفی از جمله پلت فرم جنگ الکترونیک، یدک‌کش هدف و هواپیمای تحقیقاتی نیز ایفای نقش نمود. اکثراین هواپیماها در طول دهه ۱۹۹۰ پس از پایان جنگ سرد بازنشسته شدند.

## توسعه
در پاییز ۱۹۴۶، شرکت ساب مطالعات داخلی را با هدف توسعه یک هواپیمای جایگزین برای ساب بی۱۸/اس۱۸ به عنوان هواپیمای آفندی استاندارد سوئد آغاز نمود.در طول سال ۱۹۴۸، دولت سوئد به‌طور رسمی با ساب تماس گرفت و درخواست تحقیق در مورد توسعه یک هواپیمای آفندی با موتور توربوجت برای جایگزینی یک سری از هواپیماهای تهاجمی، شناسایی و جنگنده شبانه قدیمی دهه ۱۹۴۰ را در نیروی هوایی سوئد Flygvapnet از جمله بی۱۸/اس۱۸، جی-۲۱آر/ای۲۱آر و جی-۳۰ (دی هاویلند موسکیتو) داشت. چندین مطالعه طراحی متفاوت انجام شده، از جمله یک هواپیمای دو موتوره که قرار بود با یک جفت موتور توربوجت
دی هاویلند گاوست نیرو بگیرد، درنهایت طرح پیشنهادی ساب یک هواپیمای تک موتوره بود که در ابتدا پی ۱۱۵۰ نامگذاری شد.
طراحی اولیه این هواپیما همچنین بر اساس داده‌ها و نقشه‌های مختلفی که از سوئیس به دست آمده بود، از جمله نقشه‌های پروژه‌های مسراشمبت پی. ۱۱۰۱، پی۱۱۱۰، پی ۱۱۱۱ و
پی ۱۱۱۲ بود. مدیر پروژه ساب فرید وَنستروم (به سوئدی: Frid Wänström)، این اسناد محرمانه را در سال ۱۹۴۵ از سوئیس به سوئد بازیابی و ارسال نمود. این اسناد از مهندسین مسرشمیت که در پایان جنگ جهانی دوم به سوئیس گریختند، نشات گرفته بود. در میان این افراد مهند و متخصص آیرودینامیک، هرمان بِربوم (به آلمانی: Hermann Behrbohm) بود که به عنوان بخشی از هسته تیم ساب در ساب ۲۹ تونان و انواع هواپیماهای آینده مانند ساب ۳۲ لانسن و ساب ۳۵ دراکن حضور داشت.

## مشخصات (جی ۳۲بی)

طرح سه نمای جنگنده ساب جِی-۳۲ لانسن

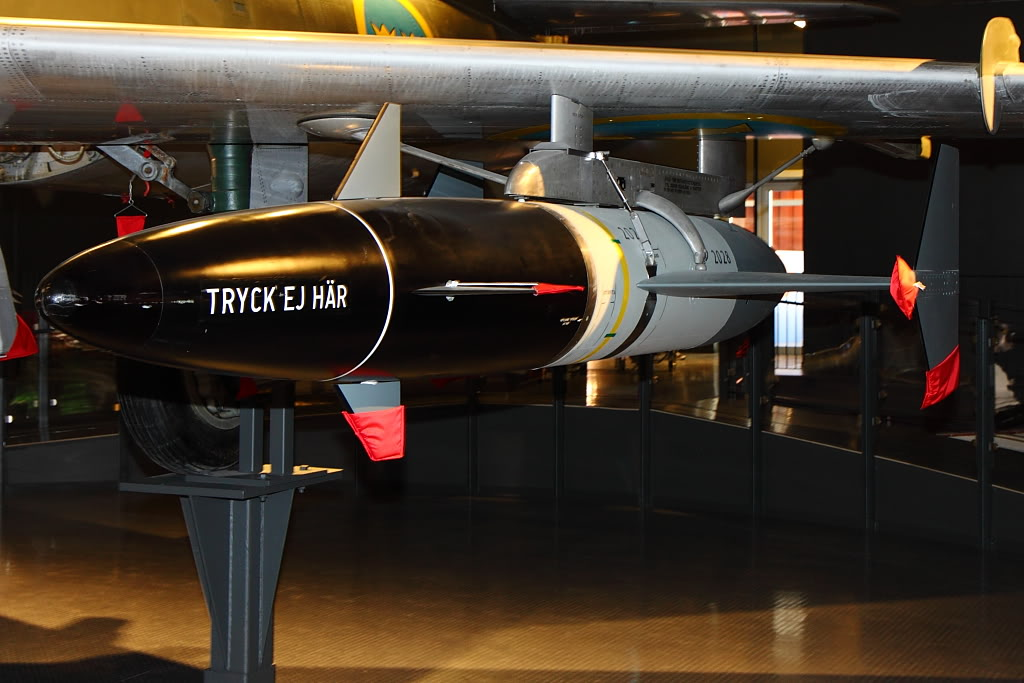
موشک ضدکشتی آر. بی ۰۴در زیربال A32 A Lansen

داده‌ها از The Great Book of Fighters, Combat Aircraft since 1945
ویژگی‌های عمومی
- خدمه: ۲
- طول: ۱۴٫۹۴ متر (۴۹ فوت ۰ اینچ)
- پهنای بال: ۱۳ متر (۴۲ فوت ۸ اینچ)
- ارتفاع: ۴٫۶۵ متر (۱۵ فوت ۳ اینچ)
- مساحت بال‌ها: ۳۷٫۴ متر مربع (۴۰۳ فوت مربع)
- ایرفویل: NACA 64A010[۶]
- وزن خالی: ۷٬۵۰۰ کیلوگرم (۱۶٬۵۳۵ پوند)
- بیشترین وزن برخاست: ۱۳٬۵۰۰ کیلوگرم (۲۹٬۷۶۲ پوند)
- پیشرانه: ۱ عدد توربوجت مجهزبه پس سوز Svenska Flygmotor RM6A, ۴۷ کیلونیوتن (۱۱٬۰۰۰ پوند-نیرو) thrust dry, ۶۵٫۳ کیلونیوتن (۱۴٬۷۰۰ پوند-نیرو) با پس‌سوز

عملکرد
- حداکثر سرعت: ۱٬۲۰۰ کیلومتر بر ساعت (۷۵۰ مایل بر ساعت، ۶۵۰ گره)
- بُرد: ۲٬۰۰۰ کیلومتر (۱٬۲۰۰ مایل، ۱٬۱۰۰ مایل دریایی)
- حداکثر ارتفاع: ۱۵٬۰۰۰ متر (۴۹٬۰۰۰ فوت)
- نرخ صعود: ۱۰۰ متر بر ثانیه (۲۰٬۰۰۰ فوت بر دقیقه)

تسلیحات

- اسلحه‌ها: ۴ توپ ۳۰ میلی‌متری آدن
- راکت‌ها: ۴ × 75 mm air-to-air rocket pods
- موشک‌ها: ۴ موشک هوابه‌هوای آربی ۲۴

### یاداشت‌ها
1. ↑  The names of Swedish combat aircraft, like Viggen or Draken, are in the definite form.

### استنادات
1. ↑  Nilsson, Axel (13 January 2012). "JAS 39 Gripen − Milestones". Projects. Swedish Defence Materiel Administration. Archived from the original on 22 February 2014. Retrieved 12 February 2014. Swedish naming of aircraft
2. ↑  Saab 30 December 1960. p. 1017.
3. ↑  Gunston and Gilchrist 1993, p. 134.
4. ↑  Green, William and Gordon Swanborough. The Great Book of Fighters. St. Paul, Minnesota: MBI Publishing, 2001. شابک ‎۰−۷۶۰۳−۱۱۹۴−۳.
5. ↑  Wilson 2000, p.  122.
6. ↑  Lednicer, David. "The Incomplete Guide to Airfoil Usage". m-selig.ae.illinois.edu. Retrieved 16 April 2019.

- مشارکت‌کنندگان ویکی‌پدیا. «Saab 32 Lansen». در دانشنامهٔ ویکی‌پدیای انگلیسی، بازبینی‌شده در ۱ اوت ۲۰۱۵.